# Contea di Fusui
Fusui  (cinese: 扶绥, pinyin: Fúsuí; zhuang：Fuzsuij) è una contea che fa parte della città-prefettura di Chongzuo, situata nella parte occidentale della regione autonoma di Guangxi Zhuang, nel sud della Cina. Fusui confina con la Contea di Long'an a nord, Nanning ad est, con la contea di Ningming a sud, con la contea di Shangsi a sud-ovest e con la città-prefettura di Chongzuo ad ovest. Ha una popolazione di 440.209 di abitanti (2010) ed un'estensione di 2.836 km².

## Geografia fisica

### Territorio
- Area caratterizzata da tipiche formazioni carsiche
- Montagne: Bijia shan (笔架山)
- Fiumi: Zuojiang

### Clima
La zona rientra sotto l'influenza dei monsoni, che favoriscono un clima subtropicale umido caldo e piovoso, caratterizzato da inverni temperati ed estati lunghe, calde e umide. Il monsone dura da marzo ad agosto e lascia il posto alla stagione secca. Le precipitazioni nevose sono rare.
Il clima è tipico della regione subtropicale:	
- clima monsonico, caldo e piovoso
- temperatura media annua: 21,3 °C - 22,8 °C
- precipitazioni annue: 1050 – 1300 mm
- insolazione media annua: 1693 ore
- chiara divisione delle quattro stagioni
- inverno caldo	e siccitoso

Il periodo migliore è tra settembre e novembre, con temperature gradevoli e scarse piogge. In primavera ci sono molte piogge; l'estate è troppo calda; in inverno c'è poca acqua nello Zuojiang.

## Storia
Sin dai tempi antichi, nella zona di Fusui si è stanziata l'etnia zhuang. Nel 567 a.C., un piccolo villaggio fu costruito sulle sponde del Zuojiang, allora noto come Leizhou, ritenuto all'origine della contea attuale. Nel 619 d.C., fu istituito lo Stato di Xyuani. Nel 1572 d.C., lo Stato è rinominato Xinning. Nel 1914 d.C., quest'ultimo è rinominato contea Funan. Nel 1951, la contea prese infine il suo nome attuale.

## Monumenti e luoghi d'interesse
Altri punti panoramici intorno a Fusui sono:
- Fiume Zuo
- Bijia shan
- Parco dei dinosauri di Fusui
- Tomba di Liu Shanjie
- Ex residenza di Huang Xianfan

## Società

### Evoluzione demografica
La popolazione principale è zhuang, etnia che rappresenta l'82,8% della popolazione totale.
- Minoranze nazionali: zhuang (壮族), yao (瑶族), hui (回族), miao (苗族), han (汉族), mulao (仫佬族), jing (京族), man (满族), dong (侗族), shui (水族), yi (彝族), bai (白族), dai (傣族), lisu (傈僳族), lahu (拉祜族), wa (佤族), naxi (纳西族), tibetana (藏族), jingpo (景颇族), bulang (布朗族), buyi (布依族), achang (阿昌族), hani (哈尼族), xibe (锡伯族), pumi (普米族), mongola (蒙古族), nu (怒族), jino (基诺族), deang (德昂族) e dulong (独龙族).

## Geografia antropica

### Suddivisioni amministrative
Fusui amministra 8 città, 3 cantoni e 128 villaggi:
- 8 città: Xinning (新宁镇), Quli (渠黎镇), Qujiu (渠旧镇), Liuqiao (柳桥镇), Dongmen (东门镇), Shanxu (山圩镇), Zhongdong(中东镇) e Dongluo (东罗镇)
- 3 cantoni: Longtou (龙头乡), Bapen (岜盆乡) e Changping (昌平乡)
- 128 villaggi:

1. Xinning (popolazione: 43763):
- 9 villaggi: Chengxiang, Chonghuo, Changsha, Nakuane, Shuibian, Tangan, Shangtong, Datang e Quduo.

2. Quli (popolazione: 48195)
- 17 villaggi: Liansui, Qufeng, Leilong, Dalin, Nongping, Duban, Quxin, Quli, Biji, Nalei, Xinan, Buyao, Dahe, Basang, Quduo, Qushi e Wangzhuang.

3. Qujiu (popolazione: 22258)
- 11 villaggi: Chongbian, Zhongyuan, Qutun, Nongbu, Shanhe, Dalian, Zuqin, Nailu, Busa, Qujiu e Daya

4. Liuqiao (popolazione: 26263)
- 13 villaggi: Liuqiao, Shangtun, Baliao, Zaowa, Xincun, Xichang, Cunli, Buli, Bukan, Leida, Fuba, Najia e Quqi.

5. Dongmen (popolazione: 38469)
- 16 villaggi: Jiucheng, Dongmen, Najian, Jianbian, Banbao, Naba, Lingnan, Balou, Qurong, Bulian, Tuoda, Beidan, Ziyao, Haozuo, Lutou e Buguo

6. Shanxu (popolazione: 29378)
- 12 villaggi: Pinggao, Bayin, Kunlun, Shanxu, Nali, Qutou, Nayin, Napai, Nabei, Yubai, Jiuta e Tianping

7. Zhongdong (popolazione: 35292)
- 15 villaggi: Zhongdong, Jiuxian, Fengpo, Jiuhuo, Pingshan, Xinlong, Shangyu, Beiyu, Xinling, Weijiu, Sitong, Dongsao, Shansao, Sixin e Linhuo

8. Dongluo (popolazione: 32564)
- 9 villaggi: Nongdao, Houzai, Dongluo, Kelan, Duchong, Nalian, Qinfan, Qukan e Bayang

9. Longtou (popolazione: 27451):
- 9 villaggi: Longtou, Jiuzhuang, Fengzhuang, Chauhan, Natang, Tanlong, Nagui, Linwang e Tengguang.

10. Bapen (popolazione: 23969)
- 8 villaggi: Daliao, Gudou, Nonglin, Balun, Nongdong, Bapen, Nabiao e Napo.

11. Changping (popolazione: 20610)
- 9 villaggi: Changping, Pingbei, Muming, Balian, Lianhao, Zhonghua, Sihuo, Sairen e Shili.[2]

## Economia
Tra i prodotti agricoli coltivati nella zona di Fusui vi sono: canna, arance, riso, fagioli, arachidi, mais, tapioca, cannella, banana, anguria, verdure, ananas, litchi, durian, longan, cemento, medicine e prodotti farmaceutici, macchinari, fertilizzanti.